# Piet van Deurs
Jan Piet Schønheyder van Deurs (født 5. februar 1931 på Frederiksberg, død 22. februar 2018 i Espergærde) var en dansk journalist og forfatter, der arbejdede for Danmarks Radio fra 1958 til 2001.

## Historie
Han var søn af laboratorieforstander Jan Arent Schønheyder van Deurs (død 1942).
Piet van Deurs studerede på Sorø Akademi og Krogerup Højskole og kom til Østsjællands Folkeblad i 1949. Han blev journalist på Holbæk Amts Venstreblad i 1954 og redaktionssekretær ved Helsingør Dagblad i 1956.

### DR
Han begyndte sin lange karriere hos Danmarks Radio i 1958 ved TV-Aktuelt. Han blev programredaktør og souschef i TV-Kulturafdelingen i 1964. Fra 1973 lavede han tv om arkæologi og historie. Blandt andet om Nubien, Ethiopien (med kejser Haile Selassie), Guldkysten, Ghana, Thailand og Pompeji og andre historiske serier. Mest kendt blev han som vært på programserien Hvad er det?.
Efter pensionering fra DR i 2001 forsatte han som forfatter og foredragsholder.
Piet van Deurs var en årrække koordinator af Nordvisionsarbejdet inden for kultur- og samfundssektoren. Han var til 1958 næstformand i bestyrelsen for Nationalmuseets Venner ), initiativtager til redningen af Hjortspringbåden, medlem af det rådgivende udvalg for Nationalmuseets udbygning, initiativtager til Hugin og Munin Klubben og præsident for Teknisk Museums Venner (1995-1997).

## Privat
I 1991 modtog han Dronning Margrethe II's Arkæologiske Fonds Medalje, og den 9. november 1992 blev han ridder af Dannebrogordenen. Han blev Årets Arkæolog i 1994 og tildelt Absalon-Prisen i 1997.
Van Deurs døde på grund af et hjerteanfald foran sit hjem i Espergærde den 22. februar 2018, 87 år gammel.

## Udvalgte tv-produktioner
- Danmarks-historier
- Danmarks storhed og fald (bl.a. slaget på Rheden og Københavns Bombardement)
- De graver
- Dronningen tager imod (med Dronning Margrethe II)
- Guld fra Kiev
- Hvad er det?
- Hvad skal vi stille op med fortiden
- Justitsmord (om Struensee, Corfitz Ulfeldt og Maren Splids)
- Normannerne (1-9)
- Og gamle Danmark
- Skattejagt på British Museum og Nationalmuseet
- Spillet om magten (1-15)
- Tøm kommodeskuffen
- Vikingeskibets hemmeligheder